# Кантемір Омелян Михайлович
Кантемір Омелян Михайлович (18 червня 1895, м. Кіцмань, Буковина — серпень 1919, Могилів-Подільський) — сотник Буковинського Куреня, 3-ї Стрілецької дивізії Армії УНР.

## Життєпис

### Дитинство
Народився у м. Кіцмань у сім'ї Михайла Кантеміра та Домни (Бояновської). У 1906-1914 рр. навчався у Кіцманській державній українській гімназії.

### Військова служба в Австро-Угорській армії
З початком Першої світової війни мобілізований до австро-угорської армії. Воював на Східному та Італійському фронтах як однорічний доброволець десятник 11-ї компанії 24-го піхотного полку. Восени 1916 важко поранений у ногу та опісля лікувався у м. Відень. Навчався в старшинські школі м. Єґерндорф (м. Крнов, Чехія). Після закінчення був підвищений до хорунжого резерву 90-го піхотного полку. Восени 1917 року із військовою частиною стояв у м. Володимир-Волинський (Волинська область), а у 11.1917 перейшов на позиції біля м. Тернопіль. 
Після Брестського миру в складі австрійської армії розквартирований на Херсонщині. 17 серпня 1918 підвищений до лейтенанта резерву і призначений полковим ад'ютантом 90-го піхотного полку.

### Військова служба в часи ЗУНР-УНР

#### Встановлення української влади на Буковині
У листопаді 1918-го брав участь у перебранні влади українським повітовим комендантом та у формуванні українських частин у м. Кіцмань. Згодом взяв участь у боях проти окупаційної румунської армії на станції Лужани. За наказом Галицької військової команди 14 листопада 1918 військова акція проти румунів була припинена і він разом з добровольцями виїхав до Галичини.

#### Буковинський курінь
У м. Коломия активно долучився до формування частин Буковинського полку. З метою набору добровольців нелегально переходив на окуповану румунами територію Кіцманщини та згодом був ними арештований, проте зумів втекти із в'язниці.  
На початку 1919 року призначений осавулом запасного куреня дислокованого в м. Городенка. Наприкінці травня 1919 року після перегрупування 4 сотень Буковинського полку в Буковинський курінь став осавулом (ад'ютантом) штабу. 
У червні 1919 року брав участь у боях за населені пункти: Миньківці (біля Дунаївців), Нова Ушиця, Вербовець, Муровані Курилівці, Джурин, Ялтушків, Мар'янівка, Барок, Копайгород і Лучинець. Під час бою за м. Могилів-Подільський у липні 1919 року перебрав командування Буковинським куренем на себе, призначений курінним сотником. Бій за Могилів-Подільський закінчився блискавичною перемогою військ УНР над більшовиками.
Керував Буковинським куренем у боях за ст. Вапнярка 27-29.07.1919, у наступі на Крижопіль на поччатку серпня 1919 року, на с. Димитрашівка 14.08.1919 та на с. Попелюхи 17.08.1919. 
Під час стримування наступу більшовицьких військ у районі залізничних станцій Фастів і Попельня у серпні 1919 року був смертельно поранений. Похований за участі стрільців та старшин в Могилеві-Подільському 27 вересня 1919 року. 

«…. Кадри Буковинського Куреня на чолі з отаманом Миколою Топущаком зайнялися похороном свого командира. До них долучилася ціла могилівська громада, бо це ж Омелян Кантемір, під керівництвом полковника П.Шандрука, здобув своїм Буковинським Куренем Могилів від чабанівських банд та серебрійського полку, які знущалися з українського населення. Похорон був величний, до церкви тіло покійного відпроваджували на запряженій в чотири коні гарматі, яку він здобув на залізничній станції міста. Сотня буковинських стрільців разом з вояками інших військових частин, що були тоді в місті, взяли участь в похороні. За ними йшло українське громадянство. Церква була переповнена, численне духовенство підносило до Бога заупокійні молитви, співав церковний хор. „Дума про двох братів Кантемірів“ зберегла для нас слова, якими прощав сотника Омеляна Кантеміра його бойовий побратим, четар Теофіль Галицький:

„Якби таких героїв тисячі ми мали, То б неволі ми не знали, У своїй державі проживали
І ворогів на наших землях не видали!“

Тіло поховали в садку цієї церкви, де воно, можливо, спочиває і до цих часів, якщо ворожа рука не знищила могили О.Кантеміра. Втім, сьогодні ми не знаємо навіть, біля якої з двох збережених в Могилеві церков — Миколаївської 1754 р. а чи Георгієвської 1809 р. — поховано буковинського героя Омеляна Кантеміра…»